# Syzygium bernieri
Syzygium bernieri là một loài thực vật có hoa trong Họ Đào kim nương. Loài này được (Baill. ex Drake) Labat & Schatz mô tả khoa học đầu tiên năm 2002.